# Директор по коммуникациям Белого дома
Помощник президента по коммуникациям (англ. Assistant to the President for Communications), также известный как директор по коммуникациям Белого дома (White House Communications Director), — должностное лицо, входящее в состав высшего персонала президента США. Отвечает за разработку и продвижение повестки дня главы государства и руководство его кампанией в СМИ.
Директор вместе со своими сотрудниками работает над крупными политическими речами, такими как инаугурационная речь и Обращение «О положении страны». Директору по коммуникациям, который назначается президентом по своему усмотрению без утверждения сенатом, обычно отводится кабинет в Западном крыле Белого дома.

## История
Управление по коммуникациям Белого дома было создано Гербертом Клейном в январе 1969 года во время президентства Никсона. Было отделено от Канцелярии пресс-секретаря.

## Роли и обязанности
Исторически сложилось так, что должность директора по коммуникациям Белого дома обычно занимает старший сотрудник по работе с общественностью предвыборного штаба кандидата на должность президента. Часто это либо заместитель руководителя кампании, либо директор по коммуникациям кампании. Директор по коммуникациям тесно сотрудничает с пресс-секретарем Белого дома, который, как правило, являлся сотрудником президентской кампании.
Поскольку позиция и заявления главы государства должны быть хорошо изложены, директор по коммуникациям обеспечивает охват всех аспектов связей, чтобы обеспечить чёткое донесение послания администрации. Он разрабатывает стратегию продвижения повестки дня президента во всех СМИ: радио- и телеобращения, пресс-конференции, заявления и др. Управление по коммуникациям также тесно сотрудничает с департаментами на уровне кабинета США и другими исполнительными органами власти в целях разработки согласованной стратегии, с помощью которой можно распространить послание президента.

## Ключевой персонал
- Помощник президента и директор по коммуникациям Белого дома;
- Заместитель помощника президента и заместитель директора по коммуникациям;
- Помощник президента и пресс-секретарь Белого дома;
- Заместитель помощника президента и главный заместитель пресс-секретаря;
- Специальный помощник президента и заместитель пресс-секретаря;
- Помощник президента и директор по социальным сетям.